# Mediasia macrophylla
Mediasia macrophylla là một loài thực vật có hoa trong họ Hoa tán. Loài này được Pimenov mô tả khoa học đầu tiên.